# Amer
Amer – gmina w Hiszpanii, w prowincji Girona, w Katalonii, o powierzchni 40,13 km². W 2011 roku gmina liczyła 2277 mieszkańców.